# Філіппо Соффічі
Філіппо Соффічі (італ. Filippo Soffici, 9 лютого 1970) — італійський академічний веслувальник.
Бронзовий призер Олімпійських Ігор 1992 року в складі парної четвірки.
Срібний призер Чемпіонату світу 1989, 1991 років у складі парної четвірки, бронзовий призер 1990 року в складі парної четвірки.